# Dengfeng
Dengfeng – miasto w Chinach, w prowincji Henan. W 2010 roku liczyło 293 028 mieszkańców.